# Bridelia ndellensis
Bridelia ndellensis är en emblikaväxtart som beskrevs av Lucien Beille. Bridelia ndellensis ingår i släktet Bridelia och familjen emblikaväxter. Inga underarter finns listade i Catalogue of Life.